# Love Is (Kim-Wilde-Album)
Love Is (englisch für „Liebe ist“) ist das achte Studioalbum der britischen Sängerin Kim Wilde. Es wurde am 18. Mai 1992 bei MCA Records veröffentlicht.

## Entstehung und Inhalt
Auf diesem Album arbeitete Wilde außer mit ihrem jüngeren Bruder Ricky Wilde auch mit dem Produzenten Rick Nowels zusammen, der für drei Stücke verantwortlich zeichnete, Ricky Wilde für die übrigen. Kim Wilde schrieb viele Songs auf dem Album mit, darunter der selbstkritische Song Who Do You Think You Are, in dem sie ihr eigenes Verhalten während ihrer Karriere reflektiert. Auch weitere Liebeslieder sind auf dem Album zu finden.
Das Frontcover zeigt Wilde mit einigem Weichzeichner in einem sommerlichen Kleid. Der Albumtitel wird wie Kim Wildes Name mit einem Punkt dahinter geschrieben und so als Satz erkennbar.

## Titelliste
1. Love Is Holy
2. Who Do You Think You Are
3. I Believe in You
4. Touched by Your Magic
5. I Won’t Change the Way That I Feel
6. Million Miles Away
7. The Light of the Moon (Belongs to Me)
8. Heart over Mind (Lied)|Heart over Mind
9. A Miracle’s Coming
10. Try Again
11. Too Late

## Rezeption

### Rezensionen
Tim Marsh beschrieb im Magazin Q auf Love Is das Titelstück als das stärkste und hob zudem die Midtempo-Stücke wie Touched by Your Magic hervor, in denen Wilde ihren Stimmumfang demonstriere.

### Charts und Chartplatzierungen
Love Is erreichte in Deutschland Rang 42 der Albumcharts und platzierte sich 13 Wochen in den Top 100. In Österreich erreichte das Album in elf Chartwochen mit Rang 22 seine höchste Chartnotierung. In der Schweizer Hitparade erreichte das Album Rang sieben und platzierte sich drei Wochen in den Top 10 sowie 15 Wochen in der Hitparade. In ihrer Heimat dem Vereinigten Königreich erreichte Love Is in drei Chartwochen mit Rang 21 seine höchste Chartnotierung. 1992 belegte das Album Rang 40 in den Schweizer Album-Jahrescharts.
Wilde erreichte hiermit je zum neunten Mal die Albumcharts in Deutschland und dem Vereinigten Königreich sowie zum siebten Mal in der Schweiz und zum dritten Mal nach Select und Close in Österreich. In der Schweiz ist Love Is das fünfte Top-10-Album für Wilde.
| ChartsChartplatzierungen     | Höchstplatzierung | Wochen |
| ---------------------------- | ----------------- | ------ |
| Deutschland (GfK)            | 42 (13 Wo.)       | 13     |
| Österreich (Ö3)              | 22 (11 Wo.)       | 11     |
| Schweiz (IFPI)               | 7 (15 Wo.)        | 15     |
| Vereinigtes Königreich (OCC) | 21 (3 Wo.)        | 3      |

| ChartsJahrescharts (1992) | Platzierung |
| ------------------------- | ----------- |
| Schweiz (IFPI)            | 40          |

### Auszeichnungen für Musikverkäufe
| Land/Region     | Auszeichnungen für Musikverkäufe (Land/Region, Auszeichnung, Verkäufe) | Verkäufe |
| --------------- | ---------------------------------------------------------------------- | -------- |
| Schweiz (IFPI)  | Gold                                                                   | 25.000   |
| Schweden (IFPI) | Gold                                                                   | 50.000   |
| Insgesamt       | 2× Gold ·                                                              | 75.000   |